# Agrikola (święty)
Agrikola, Agrykolus  (ur. około 498 zm. 580) – Biskup Chalon-sur-Saône. Reformator i odnowiciel życia religijnego swojej diecezji w duchu czystości, pokuty i pogardy dla życia doczesnego.
W ikonografii przedstawiany jest w stroju biskupim. Jego atrybutami są czapla symbolizująca duszę wybraną, człowieka zapatrzonego w sprawy niebieskie. Księga, atrybut biskupów, symbolizuje głoszenie Słowa Bożego.